# Senostoma testaceicorne
Senostoma testaceicorne är en tvåvingeart som först beskrevs av Macquart 1851.  Senostoma testaceicorne ingår i släktet Senostoma och familjen parasitflugor.
Artens utbredningsområde är Tasmanien. Inga underarter finns listade i Catalogue of Life.